# Azerbajdžanske željeznice
Azerbajdžanske željeznice (azerski: Azərbaycan Dəmir Yolları, ADY) je monopolistička državna tvrtka koja se bavi željezničkim prometom u Azerbajdžanu. Tvrtka je osnovana 1991. godine, kada su se padom Sovjetskoga Saveza raspale sovjetske željeznice, kao tvrtka. Sjedište je u Bakuu. ADY su član Međunarodne željezničke unije.

## Željeznička mreža
Azerbajdžanska željeznička mreža je relativno gusta, ima 2932 km željezničke pruge, od čega je 2117 km (72 %) je jednokolosiječno, 815 km (28 %) je dvokolosječno, a 1272 km (43 %) je elektrificirano. U tijeku je elektrifikacija. Širina kolosijeka iznosi 1520 mm (širokotračna željeznica) kao i u Rusiji. Djeluje 176 kolodvora.

### Željezničke poveznice s drugim zemljama
- Gruzija – Otvoren – 1520 mm (širokog kolosijeka) (linija Tbilisi – Baku)
- Rusija – Otvoren – 1520 mm (širokog kolosijeka)
- Iran – Otvoren – 1435 mm (normalnog kolosijeka)
- Turska – Otvoren – 1435 mm (normalnog kolosijeka) (preko Gruzije, linija Kars – Tbilisi – Baku)
- Armenija – Zatvoreno – 1520 mm (širokog kolosijeka) – zatvorena zbog rata u Gorskom Karabahu 1988. – 1994.

## Vanjske poveznice
- Službena stranica Azerbajdžanske željeznice (azer.) (engl.) (rus.)